# تیلی لوش
تیلی لوش (انگلیسی: Tilly Losch; ۱۵ نوامبر ۱۹۰۳ – ۲۴ دسامبر ۱۹۷۵) هنرپیشه، نقاش، بالرین و طراح رقص اهل اتریش بود.
از فیلم‌ها یا برنامه‌های تلویزیونی که وی در آن نقش داشته‌است می‌توان به خاک خوب، جدال در آفتاب اشاره کرد.